# Ashigaru

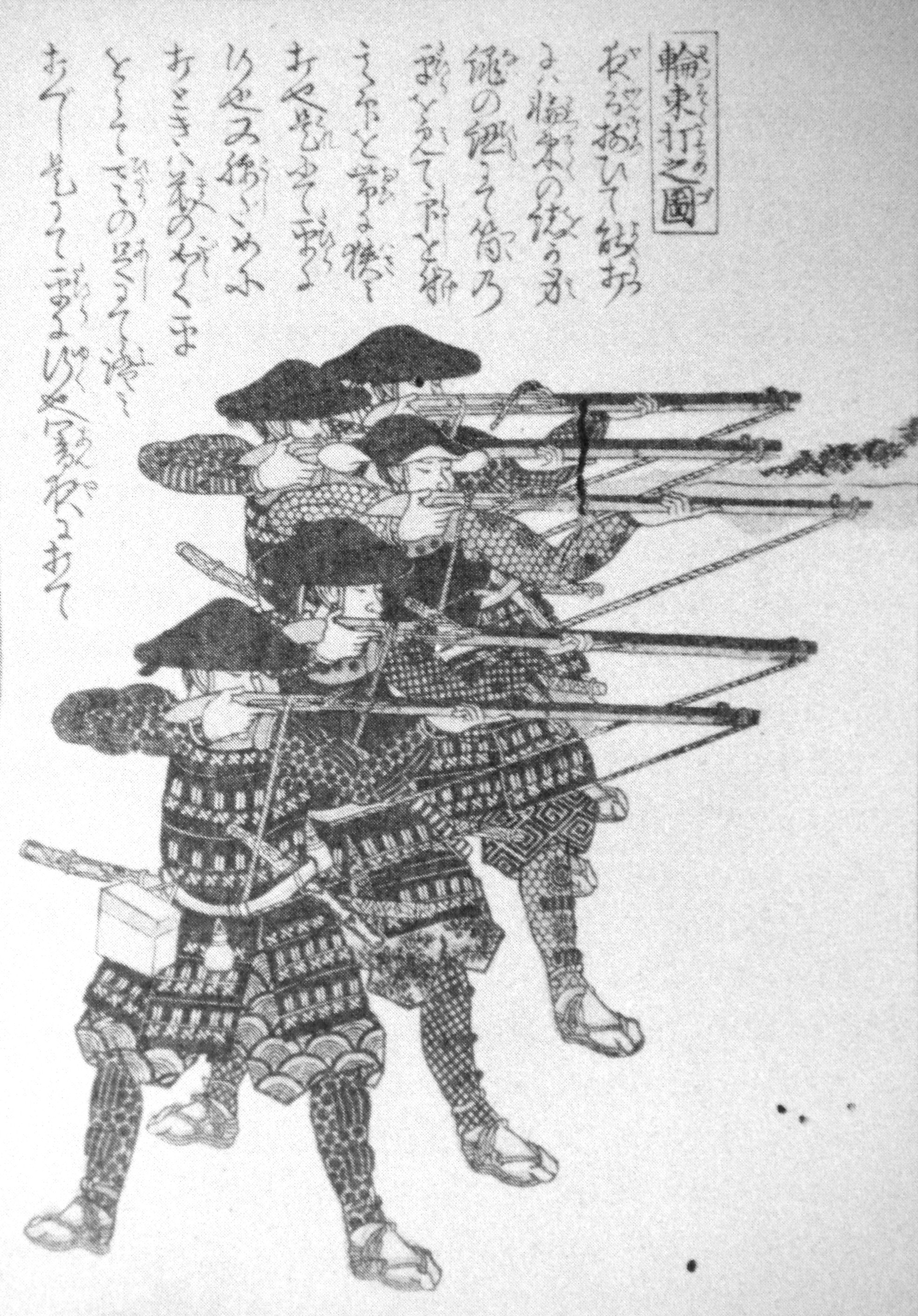
Ashigaru uzbrojeni w tanegasimy, rodzaj arkebuzów.

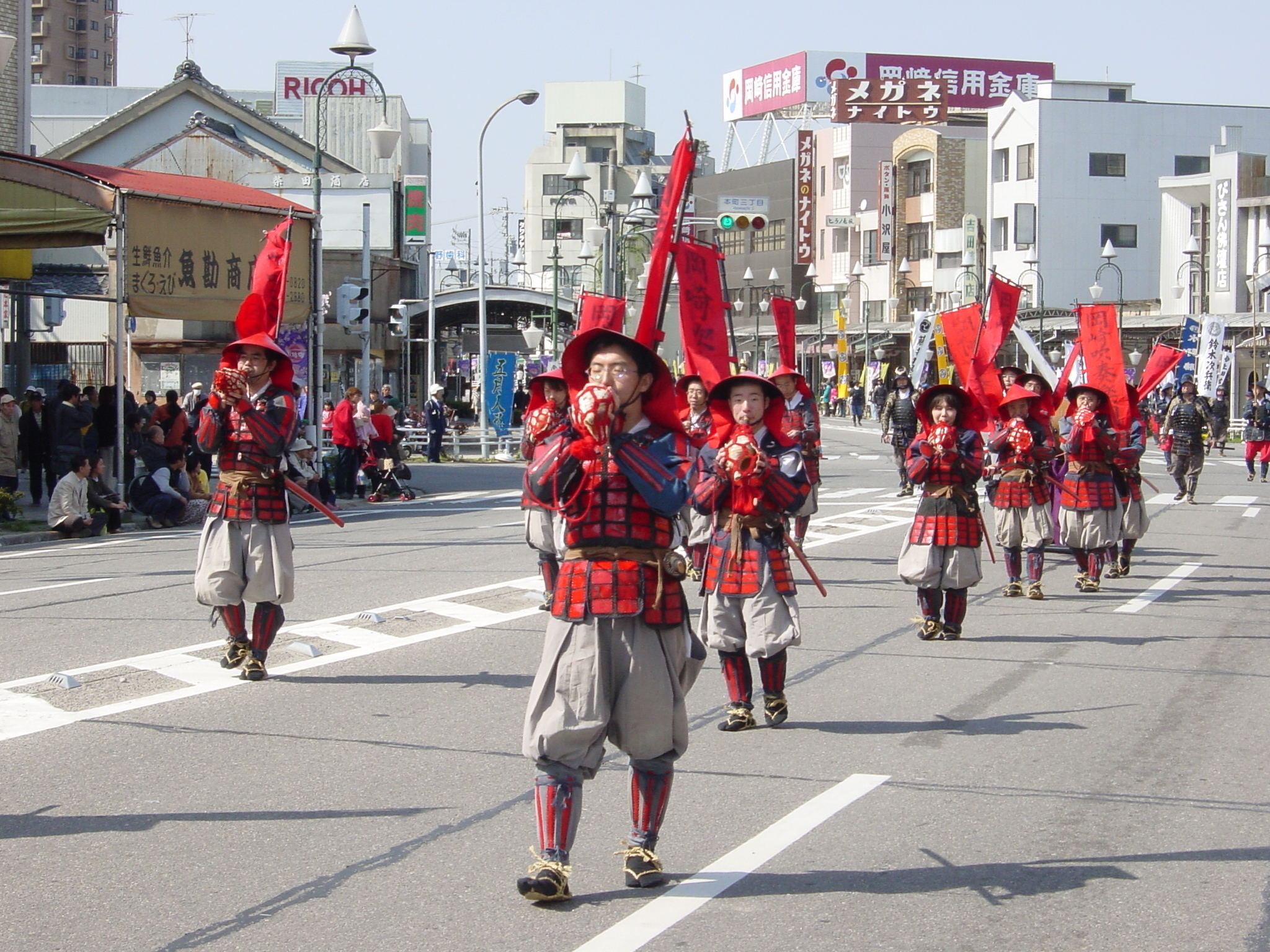
Współcześni Japończycy przebrani za ashigaru.

Ashigaru (jap. 足軽 "lekkonodzy") – lekko uzbrojeni i opancerzeni piesi żołnierze w feudalnej Japonii, stanowiący trzon armii władców feudalnych, daimyō, w okresie Sengoku.

## Opis
Pierwsza oficjalna wzmianka o ashigaru pojawiła się około 1300 r. Jednak kluczowy moment, w którym wykorzystano tych lekkozbrojnych żołnierzy przypada podczas wojny Ōnin (1467–1477), kiedy sengoku-daimyō radykalnie zmienili sposoby i metody walki, uzupełniając armię złożoną początkowo z lojalnych samurajów, licznymi oddziałami "lekkonogich", przez co niskim nakładem kosztów można było szybko zorganizować znaczącą liczbę żołnierzy. 
Ashigaru byli werbowani głównie wśród bezrolnych chłopów, pracowników świątyń, bezdomnych, biedoty miejskiej i drobnych rzezimieszków (stąd często ci wojownicy nie posiadali nazwisk). Dowodzenie taką zbieraniną zmieniło bitwy w chaotyczne bijatyki, do momentu kiedy panowie feudalni zdali sobie sprawę z tego, że powinno się ashigaru zdyscyplinować oraz zagwarantować im ciągłość służby.  Niskie morale i kiepskie wyszkolenie powodowały, że ci żołnierze nie mieli skrupułów w podpalaniu i okradaniu świątyń, rujnowaniu arystokratycznych posiadłości, przechodzeniu na stronę nieprzyjaciela. 
Podczas walk o Kioto oddziały "lekkonogich" miały za zadanie atakować słabe punkty wroga oraz nękać szlaki zaopatrzeniowe jego armii. Wprowadzenie na pole walki ashigaru było następstwem ogólnej zmiany taktyki walki z samurajskich pojedynków "jeden na jeden" na walkę grupową. Oddziały ashigaru były formowane według używanej przez nich broni (teppō-gumi – arkebuzerzy, yari-gumi – włócznicy, yumi-gumi – łucznicy), a każdą wyodrębnioną jednostką dowodzili samuraje zwani kumi-gashira. Początkowo ashigaru byli wojskiem najemnym, jednak z czasem ich związki z pracodawcami stawały się coraz bardziej ścisłe, poprzez włączanie ich np. do wojsk rodowych noszących jednakowe mundury. Najsłynniejszym "lekkonogim" był Hideyoshi Toyotomi.

## Broń i opancerzenie
Z początku ich uzbrojenie i opancerzenie było różnorodne i niejednolite. Według niektórych zapisków w 1468 r. w stronę świątyni Uji Jinmeigu wędrowała dziwna grupa trzystu ludzi:
"W rękach trzymali lance, niektórzy nosili złote hełmy, a inni bambusowe kapelusze. Ich jednoczęściowe kimona były dziurawe i brudne."
Pierwszą koncepcją dla ashigaru było stworzenie zwartej jednostki używającej długich włóczni zwanych yari. Miała być to skuteczna taktyka przeciwko szarży samurajskiej kawalerii. Skuteczność tej lekkozbrojnej piechoty została jednak zwiększona przez wprowadzenie w Japonii broni palnej pochodzącej z handlu z kupcami portugalskimi. W pierwszych latach Sengoku arkebuzy nie znalazły powszechnego użycia z powodu trudności w ich zdobyciu. Najbardziej znaczący daimyō posiadali z początku maksymalnie od 300-500 arkebuzów, (Takeda, Hōjō, Shimazu, Uesugi), lecz już w 1575 r. ich liczba dochodziła do 3 tys. (Oda). 
Pomimo niewielkich ilości, nie sposób pominąć roli, jaką odegrała broń palna w okresie wojny domowej, niejednokrotnie przechylając szalę zwycięstwa podczas ważnych starć. Warto wspomnieć o bitwie pod Nagashino w 1575 r., gdzie dotąd niepokonana kawaleria klanu Takeda została zdziesiątkowana przez Nobunagę Odę, który nacisk położył na taktykę uwzględniającą przede wszystkim salwę z arkebuzów. Bitwa pod Nagashino jest pełna niejasności i do dziś wywołuje spekulacje co do jej przebiegu. Część historyków uważa, że zwycięstwo dała Nobunadze nowoczesna taktyka walki, w której strzelcy ukryci za drewnianymi palisadami prowadzili ciągły ogień do nieprzyjaciela. Efekt ten został uzyskany dzięki ustawieniu arkebuzerów w kilku rzędach za palisadą, dzięki czemu długi czas przeładowywania przestał być poważnym problemem w bitwie. Z kolei inni badacze bagatelizują znaczenie strategii Ody, tłumacząc jego zwycięstwo sprzyjającymi mu warunkami terenowymi. Ponoć pole bitwy było obszarem podmokłym, bagienno-błotnistym, przez który szarżująca kawaleria nie mogła się sprawnie przedostać, a to zmniejszyło kolosalnie jej skuteczność w walce i dało zwycięstwo wrogom Takedy. 
Innym przykładem wykorzystania broni palnej może być bitwa pod Yong'in w Korei w 1592 r. oraz słynny odwrót sił japońskich spod Pjongjangu w 1593 r.:
"Po jakimś czasie nieprzyjaciel przeprawił się przez rzekę i zaatakował. Ponieważ było prawdopodobne, że nieprzyjaciel przekroczy rzekę, to kiedy już do tego doszło, wystrzelili kule z arkebuzów, a następnie wydali okrzyk bitewny i ruszyli z impetem do natarcia. Wróg zaatakował równie gwałtownie i wielu naszych ludzi odniosło rany. Pomimo poniesionej przez nas porażki wróg ponawiał swoje ataki i zdawało się, że żaden człowiek z naszych niewielkich sił nie wróci żywy. Ponieważ wszyscy walczyli z dziką furią w obliczu nieuniknionej śmierci, udało się nam rozproszyć przeważające siły wroga i odeprzeć je aż nad rzekę, zanim nas pokonali. Wydawało się nawet naszym wojskom, że odnieśliśmy zwycięstwo."
Ashigaru z racji tego, że należeli do najniższej warstwy samurajów nie mogli nosić mieczy katana. Posiadali za to średni miecz – wakizashi, który nosili ostrzem tnącym do góry. Łuki i glewie naginata były rzadziej używane przez tych wojowników, gdyż wymagały sporych umiejętności i dużego doświadczenia w posługiwaniu się nimi. 
W XVI wieku częścią uzbrojenia oddziałów ashigaru była tanegashima − rodzaj rusznicy.
Jeśli chodzi o opancerzenie "lekkonogich" to priorytetem było zachowanie szybkości tej piechoty, stąd ich zbroje nie mogły być zbyt ciężkie. Kirys ashigaru był wykonany z dużych metalowych płyt łączonych za pomocą nitów, pokrywany laką, aby uzyskać gładką powierzchnię. Uda zasłaniały haidate lub kusazuri. Cechą charakterystyczną zbroi ashigaru był, wykonany z laki koloru złota, herb rodowy mon, który sprawiał wrażenie jakby wojownicy byli umundurowani. Hełmem ashigaru był wojenny kapelusz zwany jingasa, który przypominał klosz i był zwykle wykonany z żelaza lub skóry. Na plecach często nosili flagi rodowe zwane nobori lub sashimono.

## Galeria

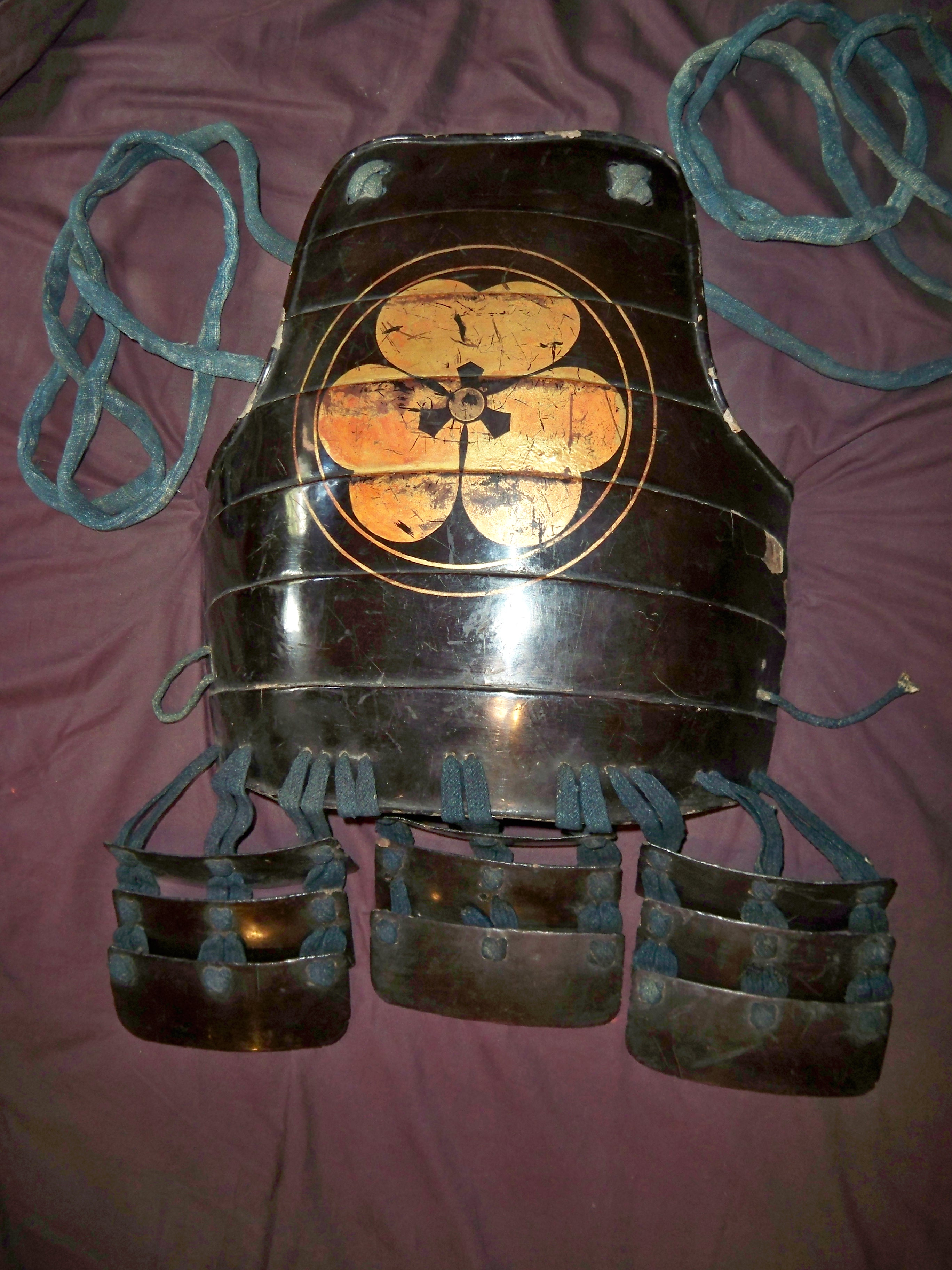
Pancerz chroniący pierś z epoki Edo.
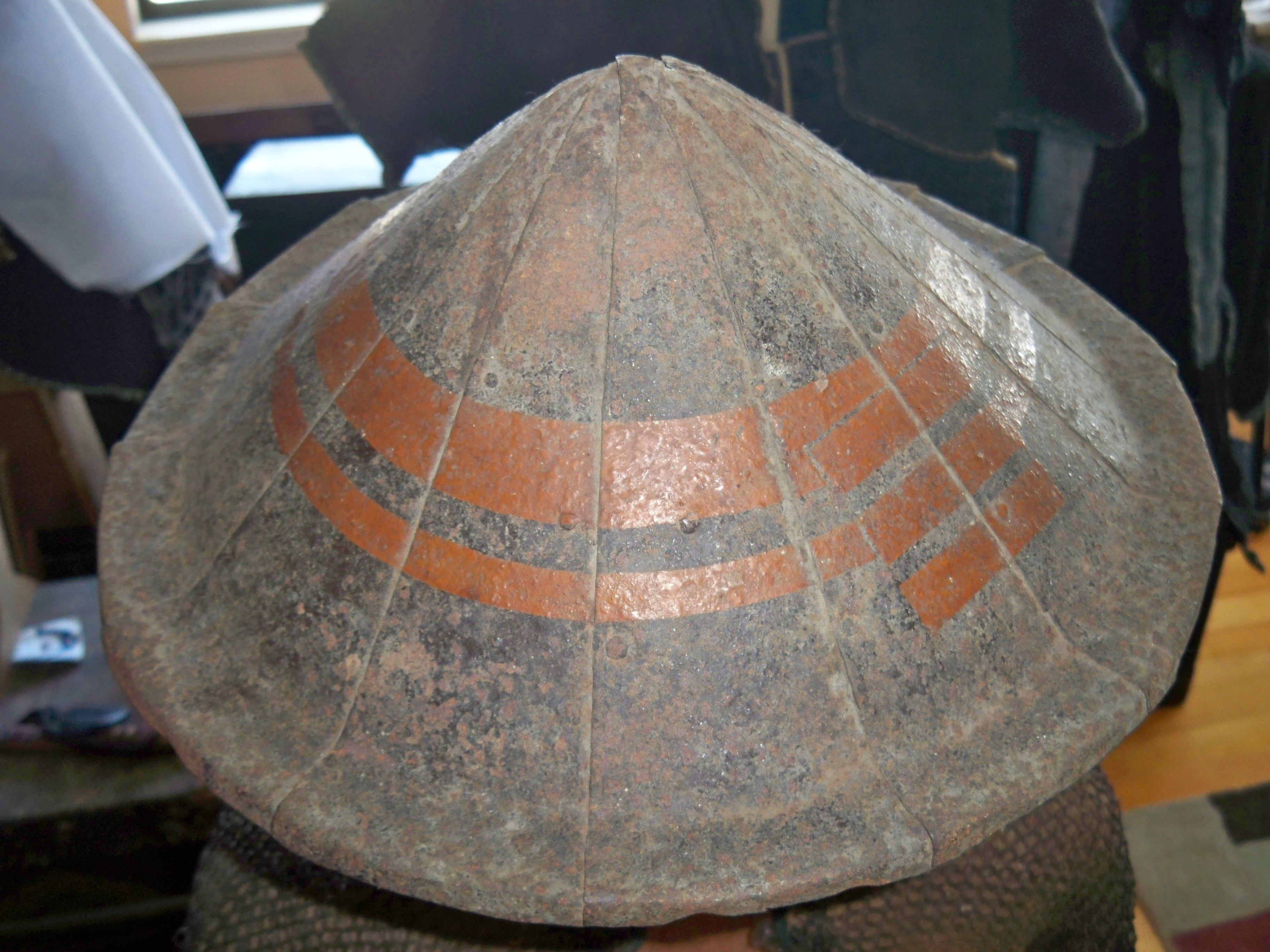
Żelazny kapelusz jingasa służący za hełm, epoka Edo.
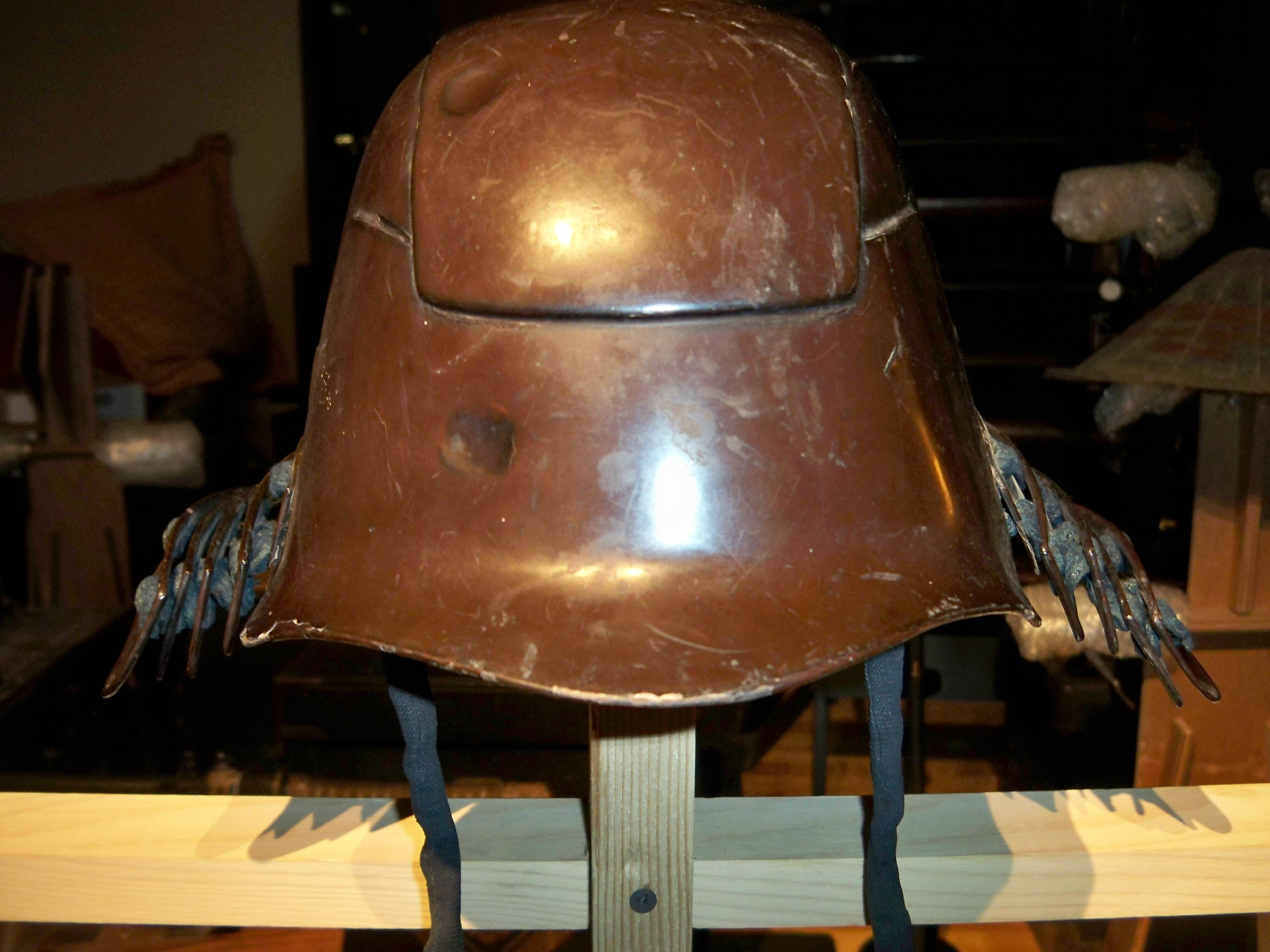
Hełm typu zunari kabuto z epoki Edo.
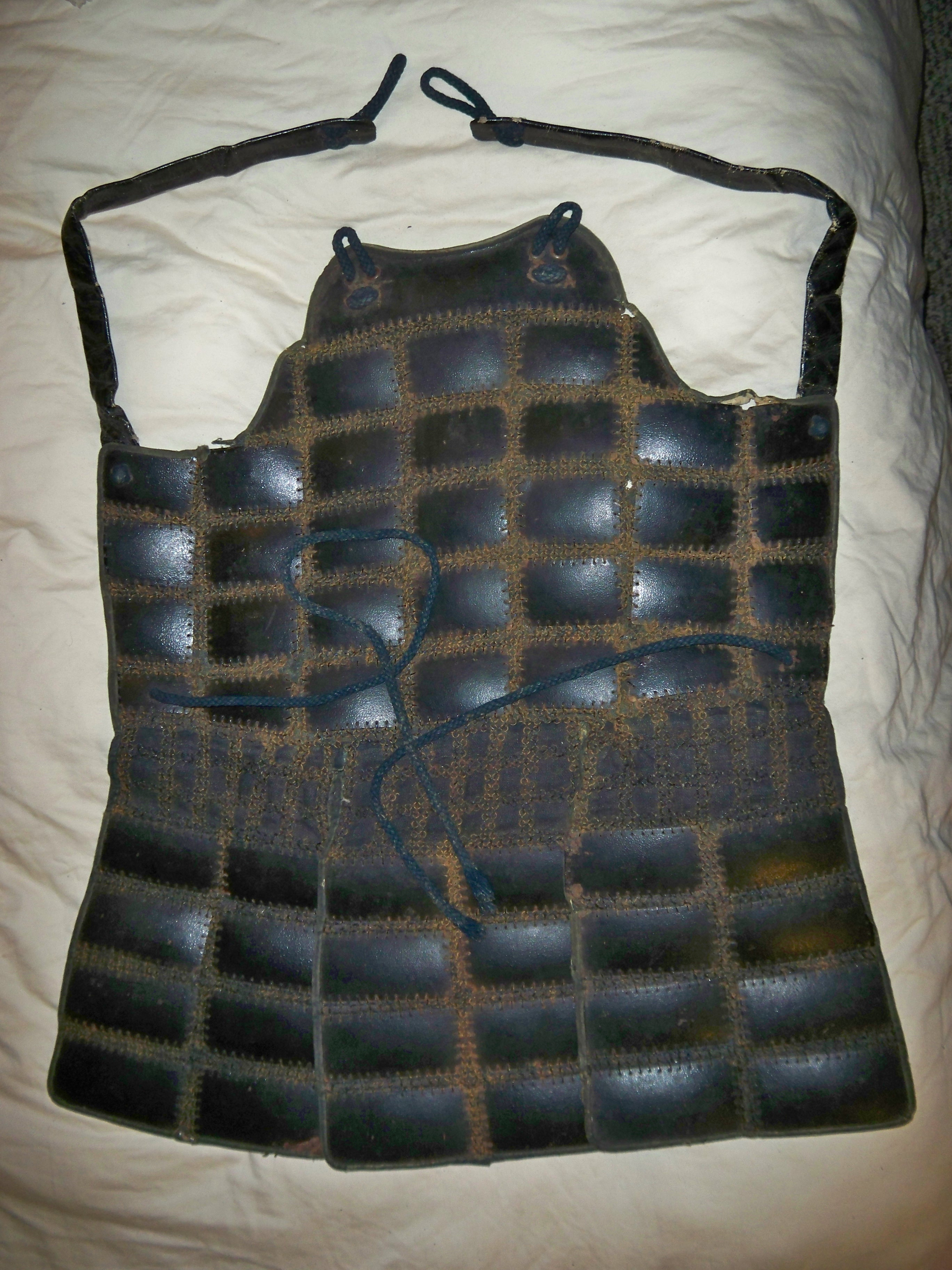
Pancerz chroniący tułowie w stylu  hara-ate, epoka Edo.
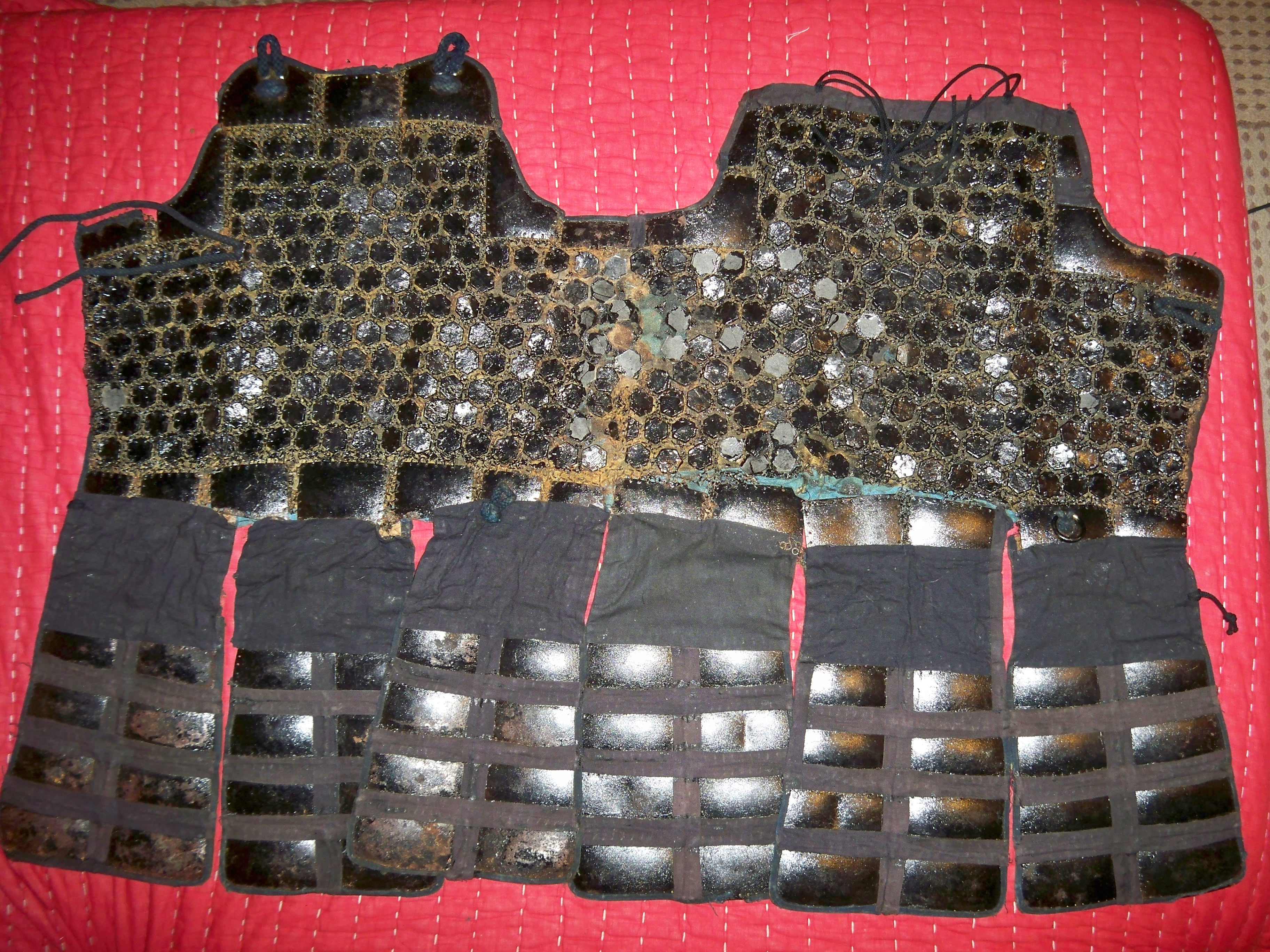
Pancerz typu Kikko, składający się z sześciokątnych blaszek. Epoka Edo.